# Nimaima
Nimaima è un comune della Colombia facente parte del dipartimento di Cundinamarca.
Il centro abitato venne fondato da Miguel de Ibarra nel 1595, mentre l'istituzione del comune è del 15 luglio 1904.